# إسماعيل يس في جنينة الحيوانات (فلم)
إسماعيل يس في جنينة الحيوان هو فيلم مصري تم إنتاجه عام 1957، من تأليف أبو السعود الإبياري وإخراج سيف الدين شوكت وبطولة إسماعيل يس ونزهة يونس وآمال فريد وعمر الحريري.

## تمثيل
- إسماعيل يس
- نزهة يونس
- آمال فريد
- عمر الحريري
- زينات صدقي
- عبد الفتاح القصري
- حسن فايق
- رياض القصبجي
- فاخر فاخر
- نيللي مظلوم

## روابط خارجية
- مقالات تستعمل روابط فنية بلا صلة مع ويكي بيانات